# IHK Mittlerer Niederrhein
Die IHK Mittlerer Niederrhein ist eine Industrie- und Handelskammer im westlichen Nordrhein-Westfalen. 

## Daten
Ihr Kammerbezirk umfasst Krefeld, Mönchengladbach, den Rhein-Kreis Neuss und den Kreis Viersen. Sie vertritt ca. 78.000 Unternehmen mit etwa 400.000 Beschäftigten. Hauptsitz ist Krefeld; weitere Geschäftsstellen befinden sich in Mönchengladbach und Neuss. Aktuell (2022) ist der Präsident Elmar te Neues und als Vizepräsidenten fungieren Joerg Dederichs, Claus Schwenzer, Susanne Cremer-Thywissen, Rainer Höppner, Hartmut Wnuck, Svenja Fusten, Frank Kindervatter und Janika Woltering-van Haag. Die IHK Mittlerer Niederrhein hat 107 Mitarbeiter. Mehr als 3.300 Menschen arbeiten ehrenamtlich in den Gremien der IHK.

## Ziele
Die IHK Mittlerer Niederrhein setzt sich verschiedene Ziele und Aufgaben. So möchte sie die Berufsausbildung im dualen System und die praxisorientierte berufliche Weiterbildung stärken und setzt sich für einen verbesserten Übergang der Schulabsolventen von der Schule ins Wirtschaftsleben ein. Die Verbesserung der Infrastruktur wie etwa der sechsspurige Ausbau der Autobahn 57 mit der Anbindung an das niederländische Autobahnnetz, der Ausbau des Flughafens Mönchengladbach und die Verbesserung des Schienennetzes in die Niederlande und nach Belgien sind ihr ebenso ein Anliegen wie die Internationalisierung der Wirtschaft vor Ort. Die IHK fördert den Einzelhandel in den Innenstädten und die grenzüberschreitende Zusammenarbeit mit den Niederlanden. Insgesamt will man die Akzeptanz und den Bekanntheitsgrad der Region Niederrhein im In- und Ausland erhöhen.

## Sitz

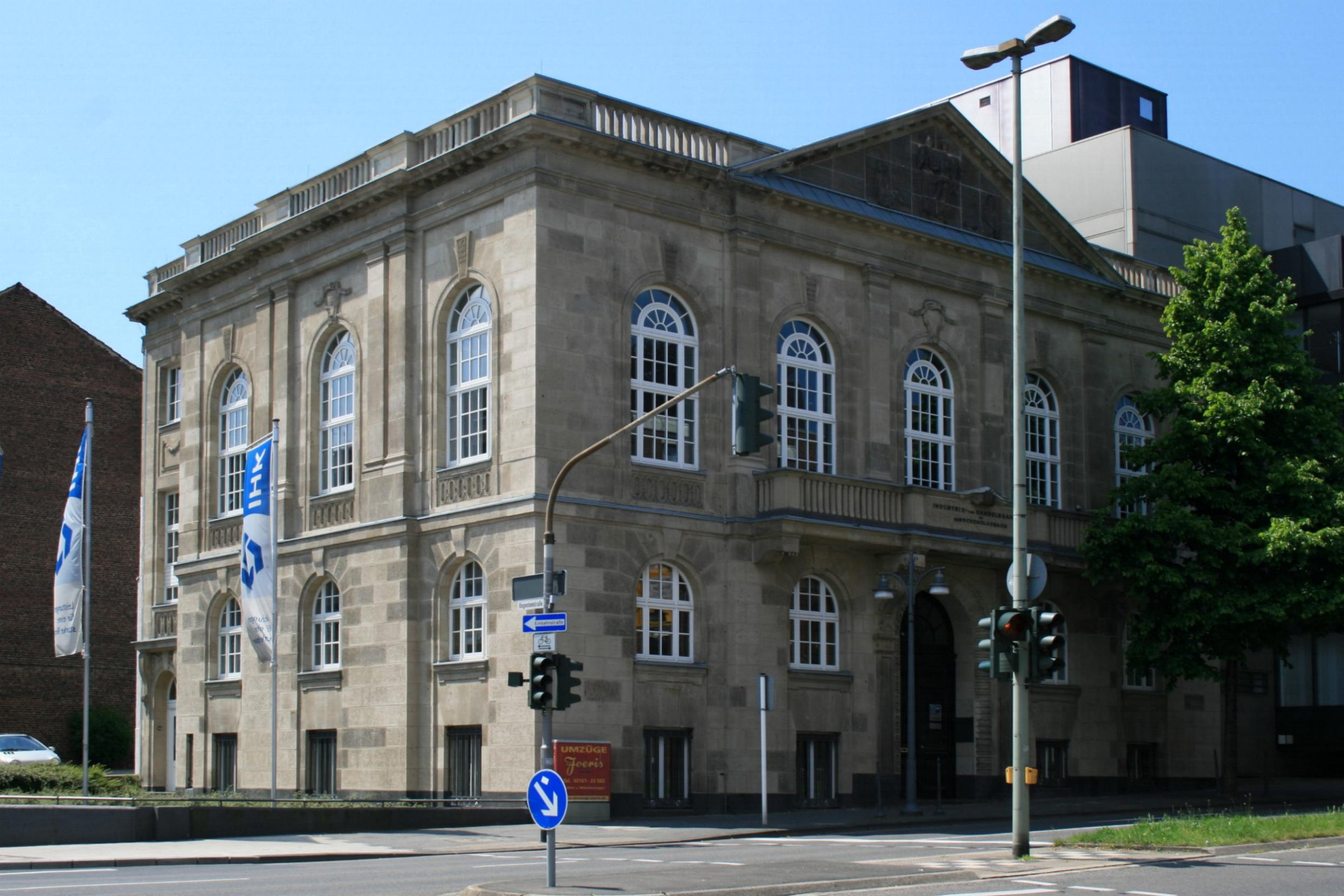
Nebenstelle in Mönchengladbach

Der Hauptsitz der IHK Mittlerer Niederrhein ist in Krefeld (Nordwall 39). Weitere Hauptgeschäftsstellen der IHK sind in Neuss (Friedrichstraße 40) und in Mönchengladbach (Bismarckstraße 109). Das Gebäude in Mönchengladbach steht als Kulturdenkmal unter Denkmalschutz.

## Rechtliche Grundlagen
Die Gewerbetreibenden eines IHK-Bezirks – mit Ausnahme der Handwerker – sind Mitglied der jeweiligen IHK. Die Mitgliedschaft besteht kraft Gesetz. Rechtliche Grundlage hierfür ist das IHK-Gesetz. Die IHK Mittlerer Niederrhein ist eine Körperschaft des öffentlichen Rechts. Das Satzungsrecht und weitere gesetzliche Regelungen des Bundes und des Landes Nordrhein-Westfalen bilden die rechtliche Grundlage der IHK.

## Organisation

### Vollversammlung
Die Vollversammlung der IHK Mittlerer Niederrhein besteht aus 73 ehrenamtlichen Mitgliedern und ist das oberste Entscheidungsgremium der IHK. Die Vollversammlung wählt den Präsidenten und das Präsidium, sie bestellt den Hauptgeschäftsführer, legt die Höhe der Beitragszahlungen fest, berät und beschließt den Haushalt der IHK und bestimmt die Richtlinien der Kammerarbeit. 
Alle Personen, die als Inhaber, Geschäftsführer oder als Vorstandsmitglied berechtigt sind, Mitgliedsunternehmen der IHK Mittlerer Niederrhein zu vertreten, können in die IHK-Vollversammlung gewählt werden. Die Mitglieder der Vollversammlung werden alle fünf Jahre von Kammerzugehörigen in allgemeiner und geheimer Wahl gewählt. Jedes Unternehmen hat bei der Wahl eine Stimme, unabhängig von der Unternehmensgröße. Die Wahl zur Vollversammlung wird jeweils getrennt in Wahlgruppen vorgenommen.

### Präsidium
Der Präsident vertritt die IHK gemeinsam mit Hauptgeschäftsführer Jürgen Steinmetz. Das Präsidium bestimmt die Arbeitsschwerpunkte der IHK und bereitet die Beschlüsse der Vollversammlung vor.

### Hauptgeschäftsführung
Jürgen Steinmetz, Jahrgang 1967, ist seit 1. Juli 2015 Hauptgeschäftsführer der IHK Mittlerer Niederrhein. 
Jürgen Steinmetz ist Mitglied verschiedener Aufsichtsräte und Beiräte wie der Innovationsregion Rheinisches Revier, der Standort Niederrhein und der Logistikregion Rheinland sowie Beratendes Mitglied des Regionalrates Düsseldorf und engagiert sich ehrenamtlich u. a. bei den Partnern für Sport und Bildung.

## Geschäftsfelder
Die IHK Mittlerer Niederrhein ist auf folgenden Geschäftsfeldern tätig:

### Standortpolitik
Die IHK Mittlerer Niederrhein engagiert sich bei Verwaltung und Politik im Sinne der Unternehmen für wirtschaftsfreundliche Standortbedingungen. Bei Planungsverfahren der Städte und Kreise vertritt die IHK die Interessen der betroffenen Unternehmen. Die IHK setzt sich für Erhalt und Ausbau der Infrastruktur ein. 

### Wirtschaftspolitik
Die IHK Mittlerer Niederrhein informiert durch Konjunkturanalysen, Strukturuntersuchungen, Standortanalysen über den Wirtschaftsraum Niederrhein.

### Existenzgründung und Unternehmensförderung
Die IHK Mittlerer Niederrhein berät Existenzgründer bei Fragen zu Finanzierung, Geschäftskonzept, Strategie, Marktlage und Rechtsform.

### Aus- und Weiterbildung
Die IHK Mittlerer Niederrhein berät bei Fragen zur Aus- und Weiterbildung und nimmt Prüfungen in den IHK-Ausbildungsberufen ab. Sie betreut ca. 12.500 Ausbildungsverhältnisse. 

### Innovation und Umwelt
Mit Technologie-, Kooperations- und Recyclingbörsen sowie Netzwerktreffen werden durch die IHK Mittlerer Niederrhein Unternehmer, Investoren und Entwickler zusammen gebracht. Die IHK informiert über Chancen und Pflichten bei Marketing und Vertrieb im Internet. Die IHK berät außerdem zu Fragen der Energieeffizienz, zum nachhaltigen Wirtschaften und zum Arbeitsschutz. Sie klärt die Unternehmen über neue Gesetze und Richtlinien beim Umgang mit Chemikalien oder Abfällen auf.

### International
Zum Aufbau internationaler Geschäftsbeziehungen informiert die IHK Mittlerer Niederrhein über Märkte, Zölle, Partner und Kunden. Die IHK hat den gesetzlichen Auftrag, Exportdokumente auszustellen oder zu bescheinigen. Das wichtigste Dokument ist das Ursprungszeugnis, das auch in elektronischer Form angeboten wird.

### Recht und Steuern
Die Organisation bietet Unternehmen Informationen und Auskünfte bei juristischen Fragen. Sie benennt öffentlich bestellte und vereidigte Sachverständige in Fachgebieten der Wirtschaft. Außerdem berät die IHK Unternehmen bei der Eintragung ins Handelsregister und bezieht Stellung in gewerberechtlichen Grundsatz- und Genehmigungsfragen.

## Geschäftszahlen
Der Finanzbedarf wird jährlich von der Vollversammlung durch die Wirtschaftssatzung beschlossen. Dabei dient der Wirtschaftsplan der Feststellung von Aufwendungen und Erträgen. Aktuelle Informationen zu den Finanzen und den Beitragsregelungen veröffentlicht die IHK Mittlerer Niederrhein im Internet.

## Geschichte
Die IHK Mittlerer Niederrhein ist aus der im April 1804 in Krefeld unter napoleonischer Verwaltung gegründeten „Chambre consultative de Crefeld“ entstanden. Zu ihren Aufgaben gehörte es, die Regierung und staatliche Behörden in wirtschaftlichen Angelegenheiten zu beraten. Ihr Zuständigkeitsbereich deckte sich in etwa mit dem heutigen IHK-Bezirk, der neben Krefeld auch Mönchengladbach, den Rhein-Kreis Neuss und den Kreis Viersen umfasst.
In Mönchengladbach und Neuss wurden in preußischer Zeit in den Jahren 1837 bzw. 1861 eigene Handelskammern gegründet. Alle Kammern arbeiteten im 1861 etablierten Deutschen Handelstag (heute Deutscher Industrie- und Handelskammertag/DIHK) zusammen. Mit der industriellen Entwicklung Deutschlands änderte sich das Verhältnis zwischen Staat und Wirtschaft: Anstelle der Beratung des Staates wurde die Interessenwahrnehmung wichtigste Aufgabe der Industrie- und Handelskammern, die 1870 das Recht erhielten, das Gesamtinteresse des Handels und der Industrie ihres Bezirkes wahrzunehmen. Die Kammern entwickeln sich nun als öffentlich-rechtliche Selbstverwaltungseinrichtungen zu einem wichtigen Mittler zwischen Staat und Wirtschaft.
Zu den Arbeitsschwerpunkten der Handelskammern gehörte im 19. Jahrhundert der Ausbau der Verkehrsinfrastruktur. Aufgrund der geografisch günstigen Lage zwischen dem Rhein und den westlichen Nachbarländern entstanden zahlreiche Eisenbahnstrecken, die nicht nur die niederrheinischen Städte begünstigten, sondern auch die Industrieregionen im Norden und Osten Deutschlands mit den Seehäfen in Belgien und den Niederlanden verbanden. Auch der Ausbau der Rheinhäfen in Krefeld und Neuss war für die niederrheinischen Kammern ein ständiges Thema.
Neben der Förderung der Infrastruktur setzten sich die Kammern zunehmend für eine Verbesserung der beruflichen Bildung ein. 1887 entstand in Krefeld die „Fachschule für Kaufmannslehrlinge“, die damals einzigartig in Deutschland war. Bereits 1864 war in Mönchengladbach-Rheydt durch unternehmerische Privatinitiative eine Industrie- und Fortbildungsschule für Frauen und Mädchen entstanden, die 1902 in staatliche Regie überging. In Neuss unterstützte die Handelskammer eine 1894 eröffnete Krawattennähschule. Ebenfalls um die Jahrhundertwende zum 20. Jahrhundert nahm die „Höhere Fachschule für Textilindustrie im Handelskammerbezirk Mönchengladbach“ ihren Lehrbetrieb auf.
Mit der Änderung des Namens in Industrie- und Handelskammer, statt wie bisher Handelskammer, wurde im Jahre 1924 der Tatsache Rechnung getragen, dass die Industrie inzwischen einen wesentlichen Anteil der kammerzugehörigen Unternehmen stellte.
Nach der Machtergreifung durch die Nationalsozialisten 1933 wurden die Industrie- und Handelskammern in Krefeld, Neuss und Mönchengladbach durch die Einsetzung von linientreuen Persönlichkeiten in Ehren- und Hauptamt, gleichgeschaltet. Die demokratischen Strukturen der Kammern wurden beseitigt und der Status als Selbstverwaltungsorganisation aufgehoben. 1934 wurden die Industrie- und Handelskammern mit den Handwerkskammern zu Wirtschaftskammern zusammengeschlossen. Die Gauwirtschaftskammern entstanden als Instrument zur Durchführung der Kriegswirtschaft.
Alle drei Kammern – Krefeld, Neuss und Mönchengladbach – nahmen nach 1945 wieder ihre Arbeit auf, so öffnete beispielsweise die Kaufmannsschule in Krefeld nach einjähriger Pause bereits Ostern 1946 wieder ihre Pforten für 1.600 Schüler. 
Vor dem Hintergrund der Gebietsreform in Nordrhein-Westfalen wurde in den 1970er Jahren der Zusammenschluss kleinerer und mittlerer IHKs aktuell. Über mehrere Jahre wurden am Mittleren Niederrhein Gespräche zwischen den IHKs Krefeld, Neuss und Mönchengladbach über ein freiwilliges Zusammengehen geführt. Mit der Verabschiedung der Satzung und Wahlordnung am 25. April 1977 fusionierten die drei IHKs zur IHK Mittlerer Niederrhein.
Die Kammer setzte sich in den folgenden Jahren für den Ausbau der Autobahn-Verbindungen in ihrem Bezirk ebenso ein wie für die Bereitstellung von Gewerbeflächen durch die Kommunen. Beispielsweise trat die IHK Mittlerer Niederrhein von Anfang an für die Rheinquerung bei Ilverich im Zuge des Ausbaus der A 44 ein. 2002 wurde das Projekt schließlich realisiert.
Infrastruktur-Projekte, die derzeit von der IHK unterstützt und vorangetrieben werden, sind der Anschluss der A 61 an das niederländische Fernstraßennetz, der Ausbau der A 57 im Bereich Krefeld und die Wiederaufnahme des Schienengüterverkehrs auf der Bahntrasse „Eiserner Rhein“. 
Bereits 1984 wurde die Ausbildungs-GmbH gegründet, deren Aufgabe die Förderung der beruflichen Aus- und Fortbildung ist. Heute ist sie Partner im nationalen Ausbildungspakt.
Die IHK fördert die Internationalisierung der Wirtschaft. Deshalb hat sie dazu beigetragen, dass 2003 die Internationale Schule am Rhein in Neuss eröffnet wurde.
Mit ihren neu gegründeten Regionalarbeitskreisen Krefeld, Mönchengladbach, Neuss und Viersen sollen die Interessen der Unternehmen vor Ort vertreten werden.
2004 initiierte sie gemeinsam mit den Kommunen und Kreisen eine Organisation zur Vermarktung der Region ins Leben: die Standort Niederrhein GmbH. 
2008 wurde die Initiative Rheinland von den IHKs Köln, Bonn, Düsseldorf, Aachen und Mittlerer Niederrhein gegründet. Ziel der Initiative ist die Stärkung der Zusammenarbeit der Wirtschaft und die Weiterentwicklung der Wirtschaftsregion. 

## Persönlichkeiten

### Präsidenten
- Herbert Pattberg (1977 bis 1983)
- Carl Albert Schiffers (1983 bis 1989)
- Frank Paetzold (1989 bis 1996)
- Mathias Schek (1996 bis 2002)
- Wilhelm Werhahn (2002 bis 2009)
- Heinz Schmidt (2009 bis 2017)
- Elmar te Neues (ab 2017)

## Weblink
- www.ihk-krefeld.de